# Microsoft Windows Server 2008
Windows Server 2008 er en serverversion af Microsoft Windows. Den blev udgivet den 27. februar 2008 og er efterfølgeren til Windows Server 2003. Windows Server 2008 har samme kerne som Windows Vista.